# Terremotos de Italia central de octubre de 2016
Los terremotos de Italia central de octubre de 2016 fueron una serie de terremotos que sacudieron a la zona central de Italia iniciados el 26 de octubre de 2016 a las 19:10 hora local (17:10 GMT), el primero de ellos, que tuvo una magnitud de 5.5 MW, se produjo a 8 km al este-sudeste de la ciudad italiana de Sellano, a una profundidad de 10,0 km.
El terremoto se notó también en Roma. En la región de Marcas algunas casas se derrumbaron, informaron medios italianos. También hubo cortes de energía y se interrumpieron las líneas telefónicas.
El mismo 26 de octubre a las 21:18 hora local (19:18 GMT), un terremoto intraplaca de magnitud 6.1 MW golpeó Italia a una distancia de 3 kilómetros (1,9 millas) al oeste de Visso. Preliminarmente el terremoto se considera una réplica del terremoto de agosto cerca de Norcia, sin embargo, se encuentran en fallas distintas por lo que finalmente se consideran independientes. No obstante protección civil estimó las consecuencias como menos dramáticas de lo que se temía. Según datos oficiales, la única víctima mortal murió debido a un infarto causado por el terremoto.
El 30 de octubre a las 07:40 hora local (06:40 GMT), un importante sismo de magnitud 6.6 MW se produjo a 6 kilómetros (3,7 millas) al Norte de Norcia. También a una profundidad de 10 kilómetros. Se reportó la destrucción del pueblo de Arquata del Tronto y la Basílica de San Benedicto.

## Geología
El sísmo ocurrió en una brecha sísmica que se encuentra entre las zonas afectadas por el terremoto de agosto de 2016 y el que se produjo en Umbría y Las Marcas, el 1997. En esta brecha sísmica, ningún terremoto fuerte ha tenido lugar desde hace 157 años hasta ahora.
Si bien el proceso de plegado de las montañas de los Apeninos es reciente, empezó hace 500.000 años, las fallas no son del todo suaves, de forma que se producen muchos choques que son causados por choques precedentes, según el sismólogo Ross Stein de la Universidad de Stanford. Así, el choque destructor, fue precedido por un choque previo dos horas antes, hecho que ocasionó que las personas abandonaran sus hogares y así, estaban en un lugar seguro cuando se produjo el choque principal.

## Datos

Magnitud del terratrèmol d'Itàlia central de octubre de 2016

| Fecha                 | Hora local (CEST/MET) | Magnitud de momento | Profundidad hipocentro | Epicentro                 | Epicentro | Epicentro |
| Fecha                 | Hora local (CEST/MET) | Magnitud de momento | Profundidad hipocentro | Ciudad                    | Latitud   | Longitud  |
| --------------------- | --------------------- | ------------------- | ---------------------- | ------------------------- | --------- | --------- |
| 26 de octubre de 2016 | 19:10:36              | 5,4                 | 8,7 km                 | Castelsantangelo sul Nera | 42,88 N   | 13,13 E   |
| 26 de octubre de 2016 | 21:18:05              | 5,9                 | 8 km                   | Castelsantangelo sul Nera | 42,92 N   | 13,13 E   |
| 26 de octubre de 2016 | 23:42:01              | 4,5                 | 10 km                  | Castelsantangelo sul Nera | 42,86 N   | 13,13 E   |
| 27 de octubre de 2016 | 05:19:27              | 4,0                 | 9 km                   | Castelsantangelo sul Nera | 42,84 N   | 13,15 E   |
| 27 de octubre de 2016 | 05:50:24              | 4,4                 | 9 km                   | Ussita                    | 42,99 N   | 13,13 E   |
| 27 de octubre de 2016 | 10:21:45              | 4,3                 | 9 km                   | Castelsantangelo sul Nera | 42,87 N   | 13,10 E   |
| 27 de octubre de 2016 | 19:22:23              | 4,2                 | 9 km                   | Norcia                    | 42,84 N   | 13,10 E   |
| 29 de octubre de 2016 | 18:24:33              | 4,2                 | 11 km                  | Norcia                    | 42,81 N   | 13,10 E   |
| 30 de octubre de 2016 | 07:40:17              | 6,5                 | 10 km                  | Norcia                    | 42,84 N   | 13,11 E   |
| 30 de octubre de 2016 | 07:44:30              | 4,6                 | 10 km                  | Preci                     | 42,85 N   | 13,07 E   |
| 30 de octubre de 2016 | 07:55:40              | 4,1                 | 13 km                  | Norcia                    | 42,74 N   | 13,17 E   |
| 30 de octubre de 2016 | 08:00:40              | 4,1                 | 10 km                  | Preci                     | 42,88 N   | 13,05 E   |
| 30 de octubre de 2016 | 08:04:59              | 4,0                 | 10 km                  | Preci                     | 42,82 N   | 13,06 E   |
| 30 de octubre de 2016 | 08:05:56              | 4,1                 | 8 km                   | Norcia                    | 42,79 N   | 13,16 E   |
| 30 de octubre de 2016 | 08:07:53              | 4,2                 | 10 km                  | Norcia                    | 42,71 N   | 13,19 E   |
| 30 de octubre de 2016 | 08:08:35              | 4,3                 | 10 km                  | Norcia                    | 42,71 N   | 13,14 E   |
| 30 de octubre de 2016 | 08:13:05              | 4,5                 | 11 km                  | Accumoli                  | 42,70 N   | 13,24 E   |
| 30 de octubre de 2016 | 08:34:47              | 4,0                 | 10 km                  | Ussita                    | 42,92 N   | 13,13 E   |
| 30 de octubre de 2016 | 09:35:58              | 4,4                 | 10 km                  | Preci                     | 42,83 N   | 13,08 E   |
| 30 de octubre de 2016 | 11:19:26              | 4,1                 | 11 km                  | Norcia                    | 42,82 N   | 13,15 E   |
| 30 de octubre de 2016 | 12:21:08              | 4,1                 | 8 km                   | Pievebovigliana           | 43,07 N   | 13,07 E   |
| 30 de octubre de 2016 | 12:58:17              | 4,0                 | 10 km                  | Preci                     | 42,83 N   | 13,06 E   |
| 30 de octubre de 2016 | 13:07:00              | 4,6                 | 10 km                  | Preci                     | 42,83 N   | 13,08 E   |
| 30 de octubre de 2016 | 14:34:54              | 4,5                 | 9 km                   | Norcia                    | 42,80 N   | 13,16 E   |
| 30 de octubre de 2016 | 19:21:09              | 4,0                 | 10 km                  | Norcia                    | 42,79 N   | 13,15 E   |
| 31 de octubre de 2016 | 04:27:40              | 4,2                 | 11 km                  | Norcia                    | 42,77 N   | 13,08 E   |
| 31 de octubre de 2016 | 08:05:44              | 4,2                 | 10 km                  | Norcia                    | 42,84 N   | 13,13 E   |